# 10832 Hazamashigetomi
10832 Hazamashigetomi eller 1993 VN2 är en asteroid i huvudbältet som upptäcktes den 15 november 1993 av den japanska astronomen Takao Kobayashi vid Ōizumi-observatoriet. Den är uppkallad efter astronomen Hazama Shigetomi.
Asteroiden har en diameter på ungefär 2 kilometer.